# Берковецкое кладбище
Берковецкое кладбище (укр. Беркове́цьке кладовище) — крупнейший киевский некрополь, расположенный на месте бывшего хутора Берковец.
Создано в 1957 году. Расположено вдоль улиц Стеценко и Газопроводной. Площадь — 129га. В центре некрополя — ритуальный зал.
Кроме обычных участков, часть кладбища была выделена для переносов захоронений с уничтоженного в годы Великой Отечественной войны Лукьяновского еврейского кладбища.
С 1986 года массовое использование кладбища прекращено, происходят лишь отдельные захоронения и подхоронения в родственные могилы. Также на кладбище хоронят ветеранов Великой Отечественной и советско-афганской войн и некоторых известных людей.
Отдельный участок выделен для захоронения военнослужащих — участников боевых действий в Афганистане и российско-украинской войны.

## Известные захоронения
См. категорию Похороненные на Берковецком кладбище